# Jonas Svensson (football)
Pour les articles homonymes, voir Svensson.
Jonas Svensson né le 6 mars 1993 à Verdal en Norvège, est un footballeur international norvégien évoluant au poste d'arrière droit au Beşiktaş JK.

## Biographie

### En club
Avec le club de Rosenborg, il joue plus de 150 matchs dans le championnat de Norvège, remportant la Tippeligaen à deux reprises. Il participe également avec cette équipe à la Ligue des champions et à la Ligue Europa.
Le 10 juillet 2021, Jonas Svensson rejoint la Turquie afin de s'engager en faveur de l'Adana Demirspor. Il s'engage pour un contrat courant jusqu'en juin 2024.
Le 10 janvier 2024, Jonas Svensson rejoint le Beşiktaş JK. Il signe un contrat courant jusqu'en juin 2025, avec une année supplémentaire en option.

### En équipe nationale
Jonas Svensson est régulièrement sélectionné dans les équipes nationales de jeunes, des moins de 15 ans jusqu'aux moins de 23 ans.
Il joue son premier match en équipe de Norvège le 1er juin 2016, en amical contre l'Islande (victoire 3-2 à Oslo). Il joue ensuite huit matchs rentrant dans le cadre des éliminatoires du mondial 2018.

## Statistiques
| Saison                | Club                  | Championnat           | Championnat | Championnat | Coupe(s) nationale(s) | Coupe(s) nationale(s) | Compétition(s) continentale(s) | Compétition(s) continentale(s) | Compétition(s) continentale(s) | Total | Total |
| Saison                | Club                  | Division              | M.          | B.          | M.                    | B.                    | Comp.                          | M.                             | B.                             | M.    | B.    |
| 2010                  | Rosenborg BK          | Eliteserien           | 0           | 0           | 0                     | 0                     | C3                             | 0                              | 0                              | 0     | 0     |
| 2011                  | Rosenborg BK          | Eliteserien           | 25          | 2           | 2                     | 0                     | C1+C3                          | 4+2                            | 0+0                            | 33    | 2     |
| 2012                  | Rosenborg BK          | Eliteserien           | 27          | 3           | 4                     | 2                     | C3                             | 14                             | 0                              | 45    | 5     |
| 2013                  | Rosenborg BK          | Eliteserien           | 27          | 3           | 5                     | 0                     | C3                             | 4                              | 2                              | 36    | 5     |
| 2014                  | Rosenborg BK          | Eliteserien           | 23          | 2           | 1                     | 1                     | C3                             | 3                              | 0                              | 27    | 3     |
| 2015                  | Rosenborg BK          | Eliteserien           | 29          | 0           | 7                     | 0                     | C3                             | 14                             | 1                              | 50    | 1     |
| 2016                  | Rosenborg BK          | Eliteserien           | 26          | 1           | 5                     | 1                     | C1+C3                          | 4+2                            | 0+0                            | 37    | 2     |
| Sous-total            | Sous-total            | Sous-total            | 157         | 11          | 24                    | 4                     | -                              | 47                             | 3                              | 228   | 18    |
| 2016-2017             | AZ Alkmaar            | Eredivisie            | 9           | 0           | 1                     | 0                     | C3                             | 4                              | 0                              | 14    | 0     |
| 2017-2018             | AZ Alkmaar            | Eredivisie            | 22          | 2           | 4                     | 1                     | -                              | -                              | -                              | 26    | 3     |
| Sous-total            | Sous-total            | Sous-total            | 31          | 2           | 5                     | 1                     | -                              | 4                              | 0                              | 40    | 3     |
| Total sur la carrière | Total sur la carrière | Total sur la carrière | 188         | 13          | 29                    | 5                     | -                              | 51                             | 3                              | 268   | 21    |

## Palmarès
- Champion de Norvège en 2015 et 2016 avec le Rosenborg BK
- Vice-champion de Norvège en 2013 et 2014 avec le Rosenborg BK
- Vainqueur de la Coupe de Norvège en 2015 et 2016 avec le Rosenborg BK
- Finaliste de la Coupe de Norvège en 2013 avec le Rosenborg BK
- Finaliste de la Coupe des Pays-Bas en 2017 avec l'AZ Alkmaar